# 편도
편도(扁桃, 영어: tonsil)는 기관 식도와 마주하고 있는 림프 조직의 모임이다. 편도선(扁桃腺)이라고도 한다.
편도선은 공기 소화관으로 향하는 림프 기관으로, 발다이어 편도고리로 알려져 있으며 아데노이드 편도선, 두 개의 세뇨관 편도선, 두 개의 구개선 편도선, 그리고 언어 편도선으로 구성되어 있다. 이 기관들은 면역 체계에서 중요한 역할을 한다.
제한 없이 사용되는 경우, 이 용어는 특히 구개 편도선을 의미하며, 이는 인간 목 뒤의 양쪽에 위치한 두 개의 림프 기관이다.

## 구조
인간은 인두 편도선, 두 개의 난관 편도선, 두 개의 구개 편도선 및 설측 편도선의 네 가지 유형의 편도선을 가지고 태어난다.
| 유형                            | 상피 조직                   | Capsule           | 편도음와                                   | 위치                                      |
| ------------------------------- | --------------------------- | ----------------- | ------------------------------------------ | ----------------------------------------- |
| 아데노이드("인두편도"라고도 함) | 유사중층원주상피 (호흡상피) | 캡슐화가 불완전함 | 작은 접힘, 때로는 항문음와로 표현되기도 함 | 인두지붕                                  |
| 이관편도                        | 섬모가중층원주(호흡기상피)  |                   |                                            | 인두지붕                                  |
| 구개편도                        | 중층편평상피                | 캡슐화가 불완전함 | 길고 가지가 존재함                         | 구개설사이의 구인두 측면 및 구개인두 아치 |
| 설편도                          | 비각화 중층편평상피         | 캡슐화가 불완전함 | 길고 가지가 존재하지 않음                  | 말단 설커스(혀) 뒤                        |

## 기능
면역성 조직들은 흡수되거나 흡입되는 외부 병원체들에 대한 면역계의 첫 방어선이다. 편도는 표면에 M 세포라 불리는 특수한 항원 포착 세포가 있어서 병원체들이 만들어내는 항원들을 흡수할 수 있게 한다. 이러한 M 세포들은 편도 안의 기반이 되는 B 세포와 T 세포들에게 항원의 존재와 면역 반응이 자극된다는 것을 알린다. B 세포들은 편도 안의 배중심(germinal centre)에서 활성화되어 빠르게 확산된다. 이러한 배중심은 B 기억 세포들이 만들어지고 분비형 항체가 만들어지는 장소이다.
최근의 연구에 따르면 편도는 T세포를 생성한다는 증거가 있으며, 가슴샘의 방식과 비슷한 면은 있지만 차이가 있다.

## 의학적 중요성

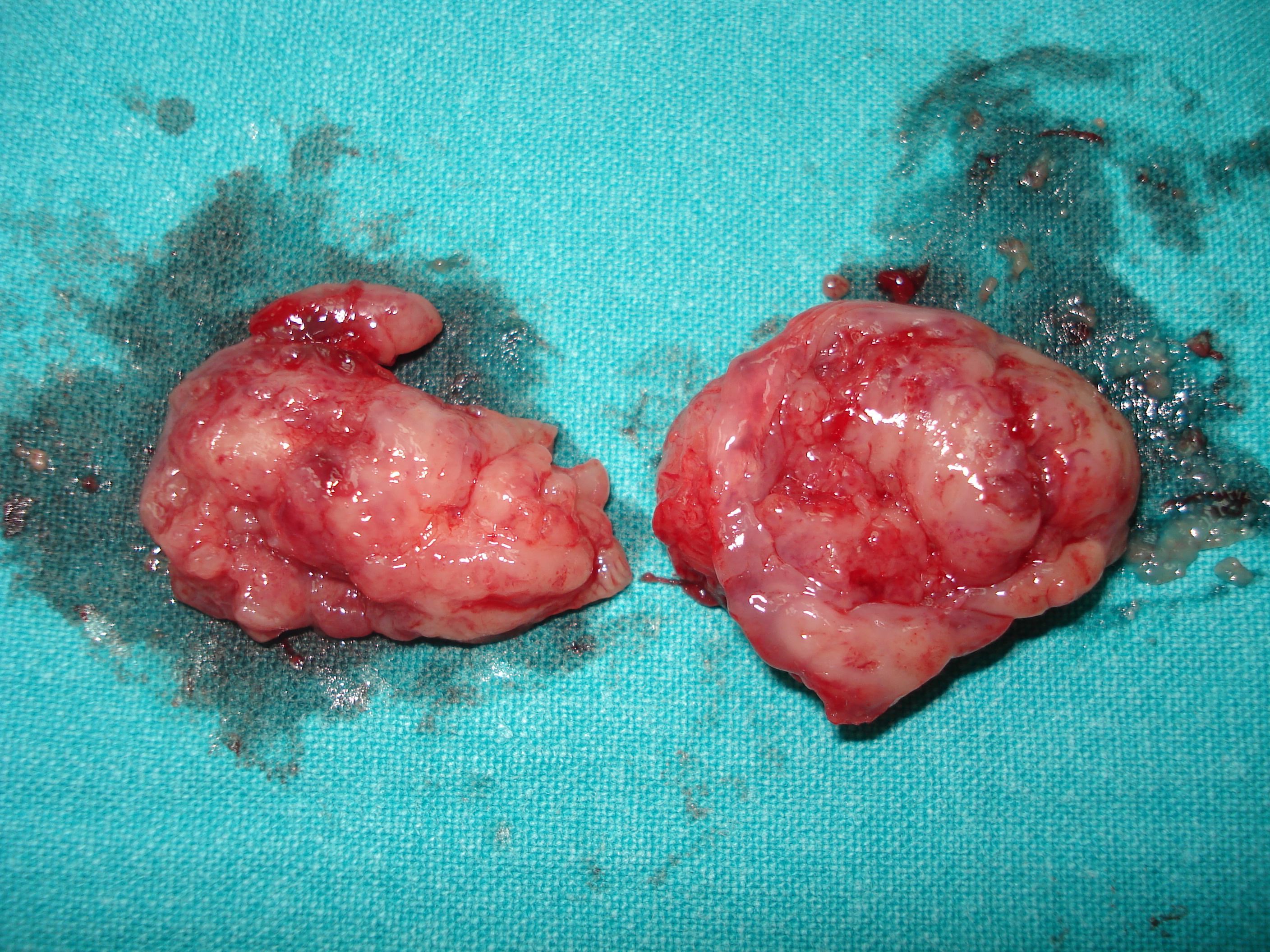
수술 후에 제거된 한 쌍의 편도.

편도는 과형성이나 염증으로 인해 크기가 커질 수 있으며 편도절제술을 통해 수술적 제거가 필요할 수 있다. 이는 무언가를 삼킬 때 기도에 방해가 되거나 무언가 간섭이 일어날 때, 환자가 재발성 편도염이 자주 발생할 때 인지할 수 있다.

## 같이 보기
- 편도염
- 편도결석
- 발다이어 편도 고리(편도환)